# Цабадзе, Георгий Гаврилович
Гео́ргий (Го́ги) Гаври́лович Цаба́дзе (груз. გიორგი (გოგი) გაბრიელის ძე ცაბაძე; 24 августа 1924, Тифлис, Грузинская ССР — 30 ноября 1986, Гори, Грузинская ССР)  — грузинский композитор и педагог. Народный артист Грузинской ССР (1973).

## Биография
В 1956 окончил Тбилисскую консерваторию (по классу композиции профессора Ионы Тускии). И тогда же, в 1956 году, становится заведующим музыкальной частью эстрадного отдела Грузинской филармонии. С 1974 года — главный консультант-педагог Тбилисского эстрадно-циркового училища. 
Отдавал предпочтение сочинению эстрадной музыки, мюзиклов и оперетт. Сотрудничал с известными грузинскими исполнителями и коллективами: «Орэра», «Аккорд», «75», Нани Брегвадзе и другими. Писал музыку к спектаклям и фильмам («Мелодии Верийского квартала» и другие).

## Сочинения

### Оперетты
- «Песнь о любви» (1950, Тбилиси)
- «Наши знакомые» (1953, Тбилиси)
- «Блестящее будущее» (1955, Тбилиси)
- «Новая песнь» (1956, Тбилиси)
- «В сетях любви» (1958, Тбилиси)
- «Чёрное море и белые ночи» (1960, Тбилиси)
- «Великолепная тройка» (1963, Тбилиси)
- «Люблю мою улицу» (1966, Тбилиси)
- «Свадьба Курки» (1969, Тбилиси)
- «Мелодии снежных гор» (1972, Волгоград)
- «Мирандолина» (1975, Тбилиси)
- «Поэт любви» (1978, Тбилиси)
- «В тени Метехи» (1984, Тбилиси)

### Мюзиклы
- «Мой безумный брат» («Мисс Солнце») (1965, Одесса)
- «Сердце моё здесь» (1977, Одесса)
- «Итальянский роман» (1977, Волгоград)

### Песни
- «На земле грузинской» — Орэра
- «Искусство» — Нани Брегвадзе
- «Если бы ты любил меня» — Нани Брегвадзе
- «Последний извозчик» — Вахтанг Кикабидзе
- «Сердце моё» — Диэло
- «Мухамбази» — Диэло
- «Когда тебя не вижу я» — Георгий Цабадзе
- «Улыбка» — Нанули Абесадзе
- «Спой мне что-нибудь» — Медея Дзидзигури и Зураб Цискаридзе
- «Я ведь тень твоя» — Вахтанг Кикабидзе
- «Где искать тебя» — Вахтанг Кикабидзе
- «Новый Мухамбази» — Вахтанг Кикабидзе

## Награды и звания
- орден «Знак Почёта»[1]
- 1961 — заслуженный деятель искусств Грузинской ССР[1]
- 1971 — премия Ленинского комсомола Грузинской ССР
- 1973 — народный артист Грузинской ССР
- 1983 — Почётный гражданин Тбилиси
- 1984 — орден Дружбы народов

## Память
Имя Георгия Цабадзе носит улица в Тбилиси. В Тбилиси, у здания филармонии, ему установлен памятник.